# 373

## Починали
- 2 май – Атанасий I, египетски духовник